# Petropavlovskij rajon (Territorio dell'Altaj)
Il Petropavlovskij rajon (in russo Петропавловский район?) è un rajon del kraj di Altaj, nella Russia asiatica; il capoluogo è Petropavlovskoe. Il rajon, istituito nel 1944, ha una superficie di 1.618 chilometri quadrati e una popolazione di circa 12.000 abitanti.